# 아므르 이븐 알 아스

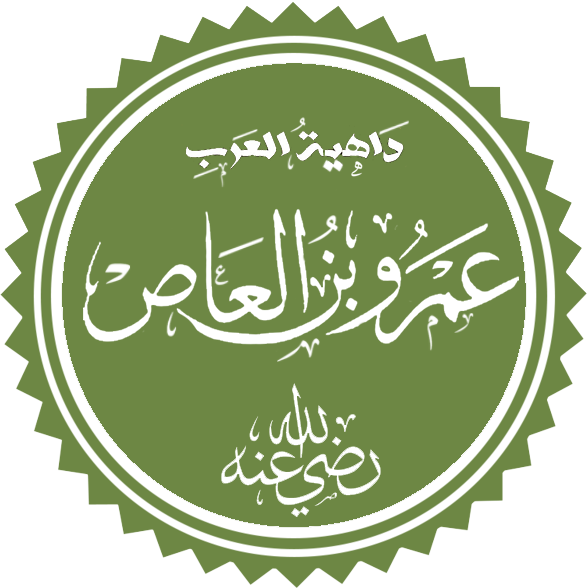

아므르 이븐 알 아스(573년 경 ~ 664년)는 이집트의 이슬람 정복을 주도하고 640년부터 646년까지, 또 658년부터 664년까지 총독을 역임한 아랍의 지휘관이다. 부유한 쿠라이시족의 아들로 태어난 아므르는 629년 경에 이슬람교를 수용하였고 이슬람의 선지자 무함마드의 이슬람 공통의 중요한 역할을 할양받았다. 제1대 칼리파국 아부 바크르 아스시디크는 아므르를 시리아 정복의 지휘관으로 임명하였다. 그는 팔레스타인 지역 대부분을 정복하였다.